# Avenue des Traquets
L'avenue des Traquets (en néerlandais : Zwartkeeltjeslaan) est une rue bruxelloise de la commune d'Auderghem et de Woluwe-Saint-Pierre qui descend de la rue Valduc vers le parc de Woluwe sur une longueur de 800 mètres.

## Historique et description
L'avenue est proche du Den vogel sanc (Le Chant d'Oiseau) qui apparaît déjà sur la carte dessinée par J. Van Werden, en 1659.  
L’initiative de créer cette voie publique a été prise à Woluwe-Saint-Pierre le 11 juillet 1930. La société Les Villas du Vogelzang construisait alors le quartier du Chant d’Oiseau. 
Le tracé définitif de la partie supérieure de l’avenue a été fixé bien plus tard, autour de la seconde Guerre, lorsque la Société Immobilière Bernheim a voulu y installer les égouts.
Comme toute rue du quartier, cette rue porte le nom d'un oiseau : le traquet.
La rue est particulièrement en pente et compte une pente de 8% dans sa partie haute.

## Bâtiments remarquables et lieux de mémoire
- Premier permis de bâtir délivré sur le territoire d’Auderghem le 24 juillet 1931 pour le no 101. [réf. souhaitée]

## Situation et accès
La numérotation des habitations va de 3 à 177 pour le côté impair et de 2 à 170 pour le côté pair. Seule une partie de la rue (longue de 470 mètres; partie paire) est partagée avec Woluwe-Saint-Pierre.

## Notes et références

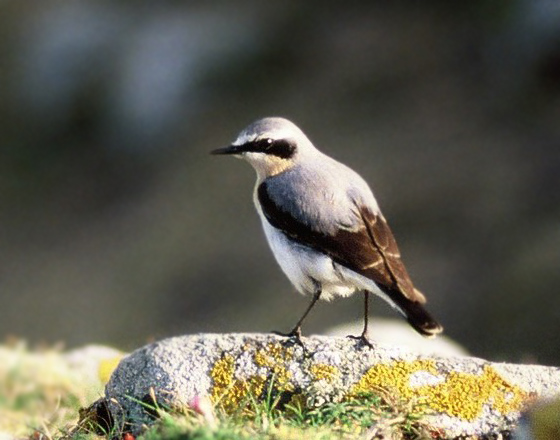
oiseau - traquet